# Toi et moi (groupe)
 (novembre 2017).
Si vous disposez d'ouvrages ou d'articles de référence ou si vous connaissez des sites web de qualité traitant du thème abordé ici, merci de compléter l'article en donnant les références utiles à sa vérifiabilité et en les liant à la section « Notes et références ».
Pour les articles homonymes, voir Toi et Moi.
Toi et Moi (トワ・エ・モワ) est un groupe de folk japonais composé de Emiko Shiratori (白鳥英美子) et Sumio Akutagawa (芥川澄夫).

## Historique
Le duo a commencé sa carrière en 1969 avec le single Aru hi totsuzen (或る日突然) qui eut un grand succès au japon (4e place du Top Oricon).
Le premier album de Toi et Moi, Aru hi totsuzen ~Toi et Moi no Sekai (或る日突然〜トワ・エ・モワの世界) sorti le 1er octobre 1969, est considéré aujourd’hui comme un classique de la folk Japonaise. Il s’agit du premier groupe mixte Japonais[Quoi ?].
De 1969 à 1973, le groupe va enchaîner les albums et singles avec succès et un rythme soutenu.
On peut noter plusieurs chansons qui deviendront des classiques de la musique Japonaise :'Aru hi totsuzen (或る日突然), (1969), Sora yo (空よ), (1970), Daremo inai umi (誰もいない海) (1970), Hatsukoi no hito ni nite iru (初恋の人に似ている) (1970), Chikyuu wa mawaru yo (地球は回るよ) (1971) et Ai no izumi (愛の泉), (1971).
Toi et Moi publie également Niji to yuki no Ballad (虹と雪のバラード) en 1971. Ce titre est choisi comme chanson d’ouverture de la cérémonie des Jeux olympiques d'hiver de 1972 à Sapporo. Il devient le plus grand succès du duo.  
En 1973, le groupe se sépare pour favoriser les carrières solos des deux artistes. Seule Emiko Shiratori parvient au succès dans cette entreprise. 
En 1997, le groupe se reforme pour une émission télévisée sur la NHK et y interprète la célèbre chanson Niji to yuki no Ballad (虹と雪のバラード) dans l’optique des prochain Jeux olympiques d'hiver de 1998 à Nagano.
Toi et Moi est toujours en activité aujourd’hui et sort régulièrement de nouvelles chansons. 

## Membres du groupe
- Emiko Yamamuro (山室英美子) puis Emiko Shiratori (白鳥英美子) après son mariage avec le musicien Sumio Shiratori (白鳥澄夫), chant, compositions, paroles.
- Sumio Akutagawa (芥川澄夫), chant, paroles, compositions.

## Discographie

### Single
1. Aru hi totsuzen (1969.05.10)
2. Utsukushii gokai (1969.09.10)
3. Ai no riyuu (1969.11.01)
4. Sora yo (1970.03.25)
5. Hatsukoi no hito ni niteiru (1970.07.25)
6. Daremo inai umi (1970.11.05)
7. Chikyuu wa mawaru yo (1971.03.05)
8. Ai no izumi (1971.06.05)
9. Niji to yuki no Ballad (1971.08.25)
10. Tomodachi naraba (1972.02.05)
11. Ame ga furu hi (1972.07.05)
12. Kisetsu hazure no umi (1972.10.05)
13. Tokubetsuna nozomi nado naikeredo (1973.03.20)
14. Hajime ni ai ga atta (1973.06.05)
15. Aru hi totsuzen (1993.05.12) (nouveaux arrangements)
16. Niji to yuki no Ballad (version 98 min) (1998.01.21)
17. Hajime ni ai ga atta (version 98 min) (1998.04.22)
18. Yakusoku ~Chichi ni Okuru Tegami~ (2001.07.04)
19. Tabitachi no Hini (2006.11.22)
20. Ano Subarashii Ai wo mou ichido (2008.08.06)
21. Kono machi de (2010.07.21)
22. Keyaki Street (2016.05.25)
23. Irankarapte ~Kimi ni aeteyokatta (2017.11.10)

### Album
- Aru hi totsuzen ~Toi et Moi no Sekai (1969.10.01)
- Anata to watashi to Toi et Moi (1969.12.01), album de reprises
- Sora yo (1970.05.05)
- Toi et Moi in U.S.A. (1970.12.01), album enregistré à Los Angeles
- Utopia (1971.06.05)
- Futaridake no ongakkai (1971.12.20) album live
- Utopia II (1972.07.05)
- Toi et Moi to anata no Melody (1972.10.20)
- Hajime ni ai ga atta (1973.05.05)
- Farewell Concert ~Hajime ni ai ga atta (1973.08.05) album live
- HARVEST ~Hajime ni ai ga atta~ (1998.05.21)
- Memorial (1999.09.22) album best
- Kaze no Ribbon (2003.04.23) album de reprises
- Youkoso ~Tokachi no Kaze ni Utau (2007.06.23) avec Kuni Kawachi
- Folk Songs (2008.06.25) album de reprises
- Bouquet de Fleurs (2011.08.24)
- A TIME FOR US (2015.12.15)